# Bristol (Pennsylvania)
Bristol is een plaats (borough) in de Amerikaanse staat Pennsylvania, en valt bestuurlijk gezien onder Bucks County.

## Demografie
Bij de volkstelling in 2000 werd het aantal inwoners vastgesteld op 9923.
In 2006 is het aantal inwoners door het United States Census Bureau geschat op 9771, een daling van 152 (-1,5%).

## Geografie
Volgens het United States Census Bureau beslaat de plaats een oppervlakte van
4,8 km², waarvan 4,3 km² land en 0,5 km² water. Bristol ligt op ongeveer 6 m boven zeeniveau.

## Plaatsen in de nabije omgeving
De onderstaande figuur toont nabijgelegen plaatsen in een straal van 8 km rond Bristol.

## Geboren
- Poul Anderson (1926-2001), sciencefictionschrijver
- Daniel Bursch (1957), astronaut
- Ileen Getz (1961-2005), actrice
- Bob Kirsh (1962), acteur, filmproducent en scenarioschrijver